# SuperTaça de Angola de 2017
A SuperTaça de Angola de 2017 foi a 29.ª competição do futebol angolano que foi disputada entre os campeões do Girabola 2016 e da Taça de Angola 2016 que são: 1° de Agosto que venceu o Girabola de 2016 e o Recreativo do Libolo que venceu a Taça de Angola de 2016.